# A Kultúra Iskolája
A Kultúra Iskolája egy 1923–1925-ig 10 kötetben, a Kultúra Könyvkiadó és Nyomda Részvénytársaság gondozásában, Budapesten megjelent magyar ismeretterjesztő könyvsorozat.

## Jellemzői
Egy korabeli recenzió így ismertette a sorozatot:
„Kulturális fejlettségünknek legkézzelfoghatóbb bizonyítéka, hogy a könyvek előállítási költségének egyre szédületesebb arányokban növekvő irama dacára kiadóink mindig újabb és újabb vállalatokat tudnak megindítani, melyek arra szánvák, hogy intelligenciánkat azon a színvonalon megtartsák, melyet a háború előtt elértünk, sőt azokat évről évre jobban fejleszteni sikerült. A nagyobb terjedelmű munkák beszerzése azonban a leromlott koronával ma már mind nehezebbé válik s azért rendkívül hézagpótlók azok a könyvek, melyek a tudomány újabb haladásait oly módon akarják kisebb terjedelmű monográfiák útján hozzáférhetőbbekké tenni, hogy azokat olcsó áruk folytán még a mai viszonyok közt is bárki könnyen megszerezhesse. »A Kultúra iskolája« is ezt a célt tűzte ki maga elé, midőn a fentebbi köteteket szép külső köntösben s aránylag elég dús és sikerült illusztrációval piacra hozta. Az eddig kezeinkbe került kötetek mind élvezetes módon s mindenki által érthetően népszerűsítik azokat a tudományos és gyakorlati problémákat, melyeket az egyes kötetek címei jeleznek.”
Az egyes kötetek ára az 1922-től meglódult infláció miatt megjelenésük idején (1923/25-ben) 35 000 és 49 000 korona között, illetve az H. G. Wells köteté (kötéstől függően) 98 000–140 000 koronáig terjedt.
Korabeli elterjedt kiadói szokás szerint a kötetek évszámjelzés nélküliek, az egykorú reklámok és híradások alapján azonban pontosan meghatározhatók a megjelenési éveik.

## Részei
A megjelent kötetek a következők voltak:
- Lambrecht Kálmán: Az őslények világa. A föld és az élet története. 51 képpel,  [1923]. - 254, 2 p., 1 t.; 17 cm
- Hoffmann Ernő: A csillagos ég, [1923]. - 166 p., 33 képpel, 1 t.; 17 cm
- Décsi Imre: Az egészséges élet tudománya, [1923]. - 132 p., 1 t.; 17 cm
- Szelényi Ödön: A lélek élete. A kísérleti és metafizikai lélekkutatás. [1923]. - 126 p., 1 t.; 17 cm
- Herbert George Wells: A világ története (ford. Laczkó Géza), [1924]. - III, 416 p., 1 t.; 17 cm
- August Forel: Az idegrendszer betegségei (ford. Peterdi István), bev. Décsi Imre. A szerző arcképével. [1924]. - 119, [1], 1 t.; 17 cm
- Max Burkhardt: Wagner zenedrámái. Az operák szövege és zenei magyarázata.  (ford. Lányi Viktor és Éber László), [1924]. 198 hangjegypéldával. - 183, [1] p., 1 t.; 17 cm
- Izsóf Alajos: Az új Európa. Országok, népek, emberek, [1925]. - 141 p., 1 t.fol.; 17 cm
- Erich Marx: Rádium és röntgen (ford. Hoffmann Ernő), [1925 körül]. - 123 p., 1 t.; 17 cm
- Thiering Oszkár: A textilipar, [1925]. - 112 p., 1 t.; 17 cm

## Jegyzet
1. ↑  Bozóky Géza: Könyvek rovatban, A Kultúra Iskolája. Recenzió a Lambrecht, Hoffmann, Décsi szerzők megjelent köteteiről. In. (Bernhard Zsigmond szerk.) Magyar Kultúra. Társadalmi és tudományos szemle. 11. évfolyam. Könyvek rovat. Budapest, 1924. 187–188. oldalak.
2. ↑  A kultúra iskolája, Bécs, november 25. Miskolci Napló, 1925. november 26-i szám, 4. oldal